# Беньямін Бухло
Беньямін Хайнц-Дітер Бухло (нім. Benjamin Heinz-Dieter Buchloh) — німецький історик мистецтва і художній критик.
Народився в Кельні 15 листопада 1941 року, дитинство провів у Швейцарії. Пізніше переїжджає в Берлін, де надходить у Вільний університет Берліна. Бере активну участь у студентському русі 1968 року. У 1969 році закінчує навчання і отримує ступінь магістра філософії за напрямом «Німецька література». 
Бухло був редактором двох останніх видань (1974 і 1975 року) журналу Interfunktionen, що випускався з 1968 по 1975 роки і присвяченого теорії мистецтва, більшою мірою неоавангардної. У 1976 році, змінивши Каспара Кеніга, стає запрошеним професором і редактором друку в Коледжі мистецтв і дизайну Нової Шотландії в Галіфаксі. У 1978 році деякий час викладав в Дюссельдорфській академії мистецтв. 
З 1989 по 1994 рік Бухло був ад'юнкт-професором Массачусетського технологічного інституту, а з 1991 по 1993 рік - керівником критичних та кураторських досліджень Незалежної освітньої програми Музею американського мистецтва Уїтні в Нью-Йорку. З 1994 року Бухло займає посаду професора мистецтва 20-го століття, а також професора критики і критичної теорії в Барнард-Коледжі в Нью-Йорку.
З 2005 року є професором сучасного мистецтва в Гарвардському університеті. У 2007 році Бухло отримав Золотого лева на 52-ій Венеціанській бієнале за досягнення в галузі художньої критики. У 2008 році він був обраний членом Американської академії мистецтв і наук. У 2009 році став членом Американської академії в Берліні.

## Творчість
Бухло є автором численних монографій про сучасних художників, у тому числі про Герхарда Ріхтера, Марселі Бродхарсе, Карла Андре та Дені Греме. Його робота про Енді Уорхола має статус фундаментальної. У своїх роботах Бухло в першу чергу займається відносинами між історичними авангардами двадцятого століття і повоєнними нео-авангардами. Він виступає посередником між американською і європейською художньою творчістю з шістдесятих років до теперішнього часу і досліджує взаємодію трансатлантичних художніх практик в цей період.
У 2002 році видає книгу «Неоавангард і культурна індустрія. Статті про європейському і американському мистецтві 1955-1975 років» (англ.: Neo-Avantgarde and Culture Industry: Essays on European and American Art from 1955 to 1975»). Вона є збірником  вісімнадцяти есе про головних постатей повоєнного мистецтва, написаних з кінця 1970-х років і раніше опублікованих в журналі October, співвидавцем якого був Бухло. Книга включає в себе роздуми про Новий реалізм у Франції (Арман, Ів Кляйн, Жак де ла Вільлегле), повоєнне німецьке мистецтво (Йозеф Бойс, Зігмар Польці, Герхард Ріхтер), американський Флуксус і поп-арт (Роберт Уоттс і Енді Уорхол), мінімалізм і постмінімалистичне мистецтво (Майкл Ашер і Річард Серра), європейське і американське концептуальне мистецтво (Даніель Бюрен, Дан Грехем). Бухло розглядає деяких художників з точки зору їх опозиційних підходів до мови і живопису (наприклад, Ненсі Сперо і Лоуренс Вайнер). Про інших він ставить загальніші питання, що стосуються розробки моделей інституційної критики (Hans Haacke) і теоретизації музею (Марсель Бродхарс); також він звертається до формування історичної пам'яті в постконцептуальному мистецтві (Джеймс Коулман).
Другий том збірника статей Бухло «Formalism and Historicity: Models and Methods in Twentieth-Century Art» був виданий у 2015 році.

## Основні роботи
- Andy Warhol: A Retrospective, with Kynaston McShine and Robert Rosenblum, 1990, ISBN 978-0870706806
- Gerhard Richter: Documenta IX 1992, 1993, ISBN 978-0944219119
- Gerhard Richter, with José Lebrero, 1994, ISBN 978-8480260336
- James Coleman: Projected Images 1972-1994, with Lynne Cooke, 1995, ISBN 978-0944521311
- Experiments in the Everyday: Allan Kaprow and Robert Watts--Events, Objects, Documents, with Judith Rodenbeck, 2000, ISBN 978-1884919077
- Thomas Struth: Portraits, with Thomas Weski, 2001, ISBN 978-3888140969
- Gerhard Richter: Acht Grau, 2002, ISBN 978-3775712750
- Allan Sekula: Performance Under Working Conditions, with Karner Dietrich, 2003, ISBN 978-3901107405
- Neo-Avantgarde and Culture Industry: Essays on European and American Art from 1955 to 1975, 2003, ISBN 978-0262523479
- Art Since 1900 with Hal Foster, Розалінда Krauss, and Yve-Alain Bois, 2004, ISBN 978-0500238189
- Thomas Hirschhorn, 2004, ISBN 978-0714842738
- Flashback: Revisiting The Art of the Eighties, with John Armleder, 2006, ISBN 978-3775716314
- Hans Haacke: For Real, with Rosalyn Deutsche, 2007, ISBN 978-3937572598
- Andy Warhol: Shadows and Other Signs of Life, 2008, ISBN 978-3865603845
- Ground Zero, with David Brussel and Isa Genzken, 2008, ISBN 978-3865603845
- Nancy Spero, with Mignon Nixon and Helene Cixous, 2008, ISBN 978-8489771604
- Bauhaus 1919-1933, with Barry Bergdoll, Leah Dickerman, and Brigid Doherty, 2009, ISBN 978-0870707582
- Gerhard Richter: Large Abstracts, 2009, ISBN 978-3775722490
- Art Since 1900: 1900 to 1944, with Hal Foster, Yve-Alain Bois, and Розалінда Krauss, 2011, ISBN 978-0500289525
- Gerhard Richter: 18 Oktober 1977, 2011, ISBN 978-3883751054
- Formalism and Historicity: Models and Methods in Twentieth-Century Art, 2015, ISBN 978-0262028523
- Vitamin P3: New Perspectives in Painting.  Phaidon Press, 2017. ISBN 978-0-7148-7145-5

## Видання російською мовою
- Неоавангард і культурна індустрія. Статті про європейське і американське мистецтво 1955-1975 років, 2016, ISBN 978-5-9906255-2-5